# Oxycheila opacipennis
Oxycheila opacipennis is een keversoort uit de familie van de loopkevers (Carabidae). De wetenschappelijke naam van de soort werd in 1889 als Cophognathus opacipennis gepubliceerd door Charles Owen Waterhouse.